# Света Троица (Горно Трогерци)
Вижте пояснителната страница за други значения на Света Троица.
„Света Троица“ (на македонска литературна норма: „Света Троица“) е възрожденска православна църква в щипското село Горно Трогерци, източната част на Северна Македония. Част е от Брегалнишката епархия на Македонската православна църква – Охридска архиепископия.

## История
Църквата е изградена в XIX век. Иконите са от XIX век от Анастас Зограф от Крушево и неизвестни автори.